# Wimmeria sternii
Wimmeria sternii är en benvedsväxtart som beskrevs av Lundell. Wimmeria sternii ingår i släktet Wimmeria och familjen Celastraceae. Inga underarter finns listade.